# Hans Sturzenegger

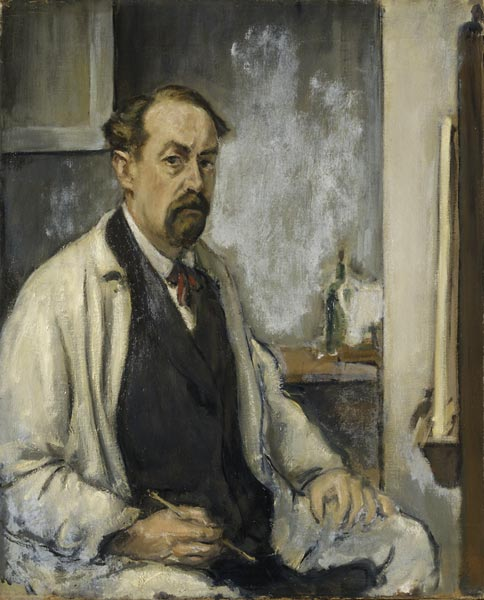
Hans Sturzenegger: Selbstbildnis im Ateliermantel

Hans Konrad Sturzenegger (* 2. Mai 1875 in Zürich; † 19. November 1943 in Zürich) war ein Schweizer Maler. Er war befreundet mit Hermann Hesse.

## Biografie
Sturzenegger stammte aus einer wohlhabenden Schaffhauser Unternehmerfamilie, was ihm den Besuch der Karlsruher Kunstakademie ermöglichte. Nach Abschluss seines Studiums kehrte er nach Schaffhausen zurück und richtete sich im Haus Belair ein Atelier ein. Das kleine malerische Schloss, welches in der Randenstrasse 65 gelegen ist und in dem sich heute die Jugendherberge von Schaffhausen befindet, wurde zum Mittelpunkt eines Künstlerzirkels. Sturzenegger unterhielt Kontakte zu Hermann Hesse und dem ihn umgebenden Künstlerkreis von Gaienhofen am Bodensee. U. a. verkehrte auch der Maler Ernst Kreidolf im Haus Belair.
Die Freundschaft zu Hermann Hesse blieb auch nach dessen Übersiedlung nach Montagnola im Tessin sehr intensiv. Es wurde ein intensiver Briefwechsel geführt, wiederholt besuchte Sturzenegger den Dichter und porträtierte ihn. Hesse wiederum porträtierte Sturzenegger auf literarische Weise in seinem Roman Roßhalde, indem er der Figur des Malers Veraguth gewisse Züge Sturzeneggers verlieh. 1911 unternahm Sturzenegger gemeinsam mit Hesse eine Reise nach Indien. Sie führte die beiden Künstler über Sri Lanka, Malaysia, Singapur (wo die Familie Sturzeneggers unternehmerisch tätig war) bis nach Sumatra. Auf der Reise verfasste Hesse zahlreiche Aufzeichnungen, Gedichte und Erzählungen, die, durch Zeichnungen und Aquarelle von Sturzenegger ergänzt, 1913 als Sammelband erschienen.
1943, kurz nach seiner Rückkehr von einem Besuch Hesses in Montagnola, verstarb Sturzenegger in Zürich. Das Haus Belair ist seit 50 Jahren Jugendherberge.

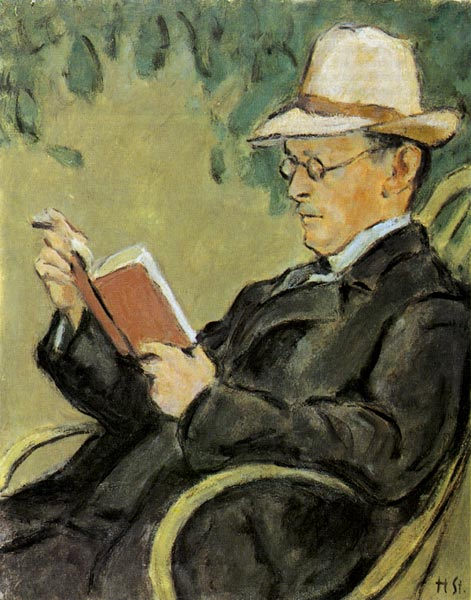
Hermann Hesse mit Panamahut, 1912
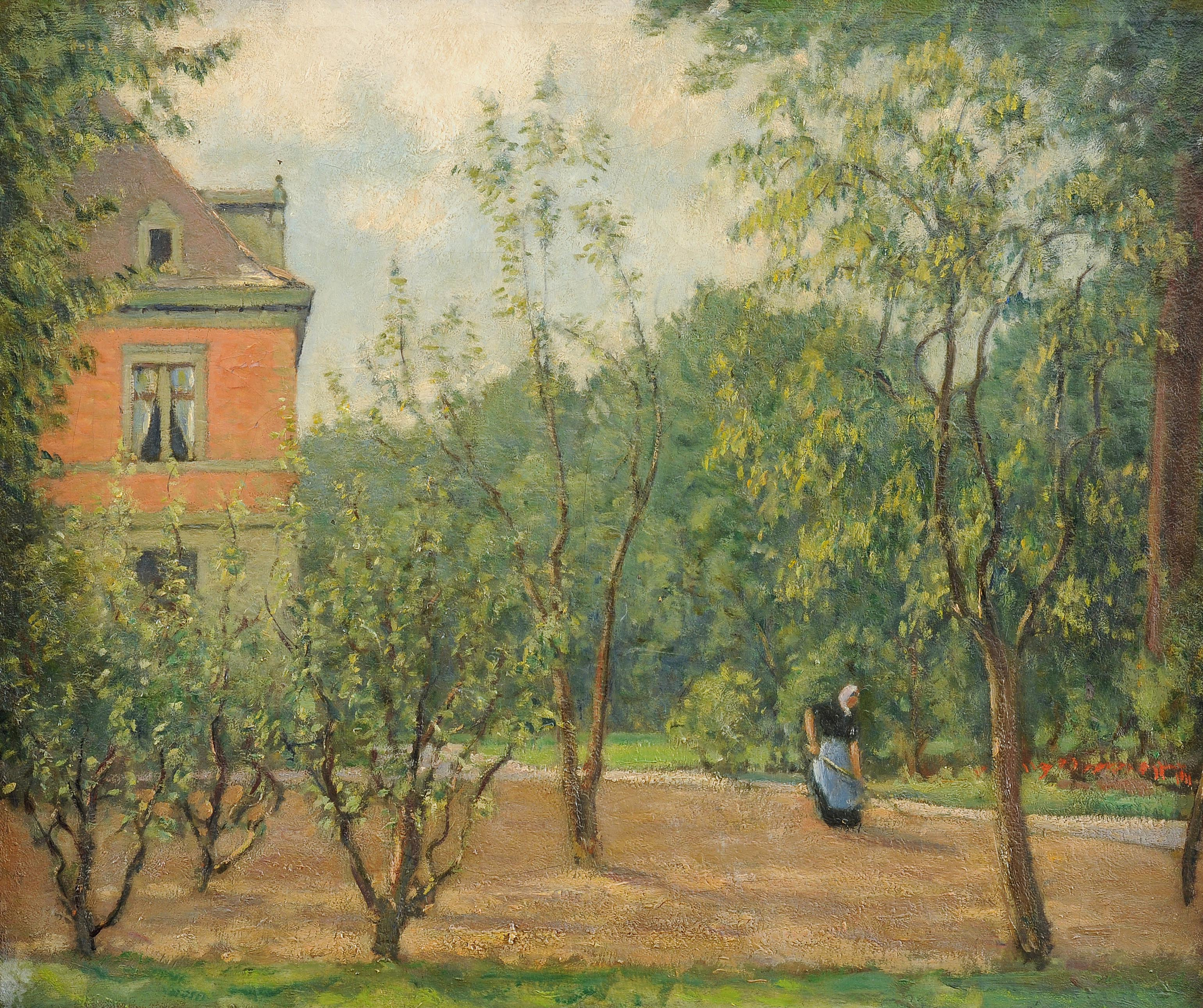
Ateliergarten in Zürich